# Love Galore
"Love Galore" é uma canção da cantora e compositora estadunidense SZA, gravada para o seu álbum de estréia Ctrl (2017). Conta com a participação do rapper americano Travis Scott, sendo composta pelos próprios intérpretes com auxílio de Carter Lang, Cody Fayne e Tyran Donaldson e produzida por ThankGod4Cody e Carter Lang. O seu lançamento ocorreu em 28 de abril de 2017, sendo trabalhada como o segundo single do álbum.

## Faixas e formatos
| Download digital |                                    |         |  |
| N.º              | Título                             | Duração |  |
| 1.               | "Love Galore (feat. Travis Scott)" | 4:35    |  |

## Antecedentes e lançamento
SZA cantou "Love Galore" pela primeira vez durante uma apresentação no Jimmy Kimmel Live! em janeiro de 2017. A versão de estúdio da canção foi lançada via SoundCloud em 27 de abril de 2017, e no dia seguinte ela foi liberada para download digital no iTunes. É o segundo single do álbum Ctrl, que foi lançado em 9 de junho de 2017. Ao falar sobre Travis Scott em uma entrevista para o Genius, SZA disse:
"Eu definitivamente sou uma grande fã do Travis. Eu acho que ele combina essa linha super-fina entre melodia e síncope. Eu amo suas apropriações, eu adoro sua escolha de notas. Ele é apenas extraordinário. Ele é perfeito".

## Performances
A primeira apresentação televisionada da música foi no BET Awards 2017, em 25 de junho de 2017. Para promover ainda mais o aumento de execuções em rádios rhythmic e urban, SZA e Travis apresentaram a música no programa The Tonight Show com Jimmy Fallon, em 20 de julho de 2017. 

## Videoclipe
O videoclipe de Love Galore foi dirigido por Nabil e foi estreado em 27 de abril de 2017. Foi postado no canal Vevo da SZA em 28 de abril de 2017.

## Desempenho nas tabelas musicais
| Chart (2017)                                 | Melhor posição |
| -------------------------------------------- | -------------- |
| Canadá (Canadian Hot 100)                    | 84             |
| Estados Unidos (Billboard Hot 100)           | 32             |
| Estados Unidos (Billboard Adult R&B Songs)   | 21             |
| Estados Unidos (Billboard Radio Songs)       | 34             |
| Estados Unidos (Billboard R&B/Hip-Hop Songs) | 12             |
| Estados Unidos (Billboard Rhythmic)          | 3              |

## Histórico de Lançamento
| País           | Data                | Formato                  | Gravadora                  |
| -------------- | ------------------- | ------------------------ | -------------------------- |
| Estados Unidos | 28 de abril de 2017 | Download digital         | Top Dawg Entertainment RCA |
| Estados Unidos | 1 de agosto de 2017 | Rádio Urban contemporary | Top Dawg Entertainment RCA |